# Ignacy (al-Huszi)
Ignacy, imię świeckie Rafik al-Huszi (ur. 1970 w Damaszku) – syryjski duchowny prawosławny, od 2013 metropolita Europy Zachodniej.

## Życiorys
Chirotonię biskupią przyjął w 2011 r. jako biskup pomocniczy.